# Jonchery
Jonchery és un municipi francès situat al departament de l'Alt Marne i a la regió del Gran Est. L'any 2007 tenia 949 habitants.

## Demografia

### Població
El 2007 la població de fet de Jonchery era de 949 persones. Hi havia 349 famílies de les quals 51 eren unipersonals (8 homes vivint sols i 43 dones vivint soles), 121 parelles sense fills, 161 parelles amb fills i 16 famílies monoparentals amb fills.
La població ha evolucionat segons el següent gràfic:
Habitants censats

### Habitatges
El 2007 hi havia 404 habitatges, 351 eren l'habitatge principal de la família, 8 eren segones residències i 46 estaven desocupats. 401 eren cases i 2 eren apartaments. Dels 351 habitatges principals, 314 estaven ocupats pels seus propietaris, 32 estaven llogats i ocupats pels llogaters i 4 estaven cedits a títol gratuït; 6 tenien dues cambres, 28 en tenien tres, 79 en tenien quatre i 237 en tenien cinc o més. 290 habitatges disposaven pel capbaix d'una plaça de pàrquing. A 116 habitatges hi havia un automòbil i a 219 n'hi havia dos o més.

### Piràmide de població
La piràmide de població per edats i sexe el 2009 era:
| Homes | Edats   | Dones |
| ----- | ------- | ----- |
| 0     | 95 o +  | 0     |
| 0     | 90 a 94 | 4     |
| 0     | 85 a 89 | 0     |
| 8     | 80 a 84 | 0     |
| 4     | 75 a 79 | 24    |
| 20    | 70 a 74 | 24    |
| 16    | 65 a 69 | 12    |
| 20    | 60 a 64 | 28    |
| 16    | 55 a 59 | 4     |
| 36    | 50 a 54 | 28    |
| 32    | 45 a 49 | 40    |
| 28    | 40 a 44 | 24    |
| 28    | 35 a 39 | 28    |
| 40    | 30 a 34 | 36    |
| 20    | 25 a 29 | 16    |
| 12    | 20 a 24 | 8     |
| 24    | 15 a 19 | 20    |
| 36    | 10 a 14 | 40    |
| 32    | 5 a 9   | 20    |
| 32    | 0 a 4   | 4     |

## Economia
El 2007 la població en edat de treballar era de 625 persones, 481 eren actives i 144 eren inactives. De les 481 persones actives 455 estaven ocupades (235 homes i 220 dones) i 26 estaven aturades (11 homes i 15 dones). De les 144 persones inactives 59 estaven jubilades, 51 estaven estudiant i 34 estaven classificades com a «altres inactius».

### Ingressos
El 2009 a Jonchery hi havia 368 unitats fiscals que integraven 1.022,5 persones, la mediana anual d'ingressos fiscals per persona era de 18.531 €.

### Activitats econòmiques
Dels 21 establiments que hi havia el 2007, 1 era d'una empresa extractiva, 8 d'empreses de construcció, 4 d'empreses de comerç i reparació d'automòbils, 2 d'empreses d'hostatgeria i restauració, 1 d'una empresa financera, 4 d'empreses de serveis i 1 d'una empresa classificada com a «altres activitats de serveis».
Dels 10 establiments de servei als particulars que hi havia el 2009, 3 eren guixaires pintors, 4 fusteries, 1 lampisteria, 1 electricista i 1 perruqueria.
L'únic establiment comercial que hi havia el 2009 era una floristeria.
L'any 2000 a Jonchery hi havia 14 explotacions agrícoles que ocupaven un total de 1.460 hectàrees.

## Equipaments sanitaris i escolars
El 2009 hi havia 1 escola maternal integrada dins d'un grup escolar amb les comunes properes formant una escola dispersa i 1 escola elemental integrada dins d'un grup escolar amb les comunes properes formant una escola dispersa.

## Poblacions més properes
El següent diagrama mostra les poblacions més properes.